# John Hurst
John Hurst (Blackpool, Inglaterra; 6 de febrero de 1947-18 de enero de 2024) fue un futbolista inglés que jugó en la posición de centrocampista. Fue el primer futbolista en ser sustituido en un partido de liga en agosto de 1965 reemplazado por Fred Pickering ante el Stoke City en el Victoria Ground.

## Carrera

### Club
| Periodo   | Club                | Apariciones | Goles |
| --------- | ------------------- | ----------- | ----- |
| 1964–1976 | Everton FC          | 349         | 29    |
| 1976–1981 | Oldham Athletic AFC | 170         | 2     |

### Selección nacional
Jugó para Inglaterra sub-23 en siete ocasiones de 1967 a 1969 y anotó un gol.

## Tras el retiro
Luego de retirarse como futbolista, Hurst trabajó con el Everton FC como parte de su equipo de entrenadores juveniles, y después fue scout para el Manchester City, equipo que en esos años era dirigido por su excompañero de equipo Joe Royle.

## Logros
- Primera División de Inglaterra (1): 1969/70
- FA Charity Shield (1): 1970[4]